# Нејтан Макинон
Нејтан Макинон (енгл. Nathan MacKinnon — Халифакс, 1. септембар 1995) професионални је канадски хокејаш на леду који игра на позицијама нападача као центар и десно крило.
Члан је сениорске репрезентације Канаде за коју је на међународној сцени дебитовао на светском првенству 2014. године. Са репрезентацијом је освојио титулу светског првака на СП 2015. године.
Учествовао је на улазном драфту НХЛ лиге 2013. где га је као 1. пика у првој рунди одабрала екипа Колорадо аваланча. Непоследно после драфта Макинон је потписао и први, трогодишњи, професионални уговор са Аваланчима, а у НХЛ је дебитовао на утакмици Аваланча против Анахајм дакса играној 2. октобра 2013. године. Са нешто више од 18 година у том тренутку Макинон је постао најмлађи играч у историји франшизе Аваланча. Дебитантску НХЛ сезону окончао је са Калдеровим меморијалним трофејом који се додељује најбољим дебитантима у лиги.
У јулу 2016. Макинон је потписао нови седмогодишњи уговор са Аваланчима вредан 44,1 милиона америчких долара.